# Zimmer (Einheit)
Das Zimmer, auch Vierziger genannt, war ein Stück- und Zählmaß im Handel mit Fellen und Häuten (Rauchwaren).
Das Maß fand besonders in Deutschland und Dänemark Anwendung. Je nach Pelzart war die Anzahl unterschiedlich. Das Maß war bereits seit Anfang des 13. Jahrhunderts bekannt und leicht schwankend nach Land und Menge. In Frankreich rechnete man gelegentlich mit 60 Fellen pro 1 Zimmer. Hier bezeichnete man das Maß genau wie in London mit Timbre.
Der vierte Teil des Zimmers, Decher auch Dächer oder Dicker, wurde wegen der Stückzahl zehn auch mit Zehntling bezeichnet und über den Rauchwarenhandel hinaus für eine Zehnereinheit verwendet. Hundert Stück, also 10 Decher, nannte man den Großzehnling. In Fulda wurde der Decher mit Dechent bezeichnet und fünf ergaben bei Leder das größere Maß, einen Polst. Snese war die dänische Bezeichnung.
- Allgemein 1 Zimmer = 2 Snese/Steige/Stiege = 4 Decher = 20 Paar
- 1 Zimmer Fuchsbälge = 20 Stück
- 1 Zimmer Zobel = 40 Stück

Einer Angabe in den Handelsrechnungen des Deutschen Ordens zufolge war das Verhältnis:
- Eintausend = 35 Zimmer = 100 Boot oder Tendeling = 1000 Felle
- 1 Zimmer = 4 Boot oder Tendeling = 40 Felle
- 1 Boot oder Tendeling = 10 Felle
- Anstelle von Boot oder Tendeling kam auch die Bezeichnung Decher vor, 4 Decher = 1 Zimmer.